# Confessions of a Shopaholic
Confessions of a Shopaholic (bra: Os Delírios de Consumo de Becky Bloom; prt: Louca por Compras) é um filme de comédia romântica estadunidense de 2009, baseado na série de livros Shopaholic ("Delírios de Consumo") da escritora britânica Sophie Kinsella.

## Sinopse
Rebecca Bloomwood (conhecida pelos amigos como Becky Bloom) é uma garota formada em jornalismo com uma compulsão por compras. A Revista onde trabalha está falida, e aquela onde ela queria trabalhar parece fora de alcance. Por um golpe do destino, acaba conseguindo um emprego numa revista sobre finanças, escrevendo para pessoas comuns sobre finanças pessoais enquanto foge desesperadamente dos cobradores que a perseguem.

## Elenco
- Isla Fisher como Rebecca Bloomwood
- Hugh Dancy como Luke Brandon
- Krysten Ritter como Suze Cleath-Stuart
- John Goodman como Graham Bloomwood
- Joan Cusack como Jane Bloomwood
- John Lithgow como Edgar West
- Kristin Scott Thomas como Alette Naylor
- Leslie Bibb como Alicia Billington
- Robert Stanton como Derek Smeathe
- Lynn Redgrave como mulher bebada na festa
- Julie Hagerty como Haley
- Nick Cornish como Tarkie
- Fred Armisen como Ryan Koenig
- Wendie Malick como Miss Korch
- John Salley como a D. Freak

## Dublagem brasileira
- Rebecca Bloomwood: Sylvia Salustti[4]
- Luke Brandon: Philippe Maia[4]
- Jane Bloomwood:Miriam Ficher[4]
- Suze: Mabel Cezar[4]
- Graham Bloomwood: Mauro Ramos[4]
- Edgar West: Júlio Chaves[4]
- Alette Naylor: Maria Helena Pader[4]
- Ryan Koenig: José Leonardo[4]
- Derek Smeath: Jorge Lucas[4]
- Ryuichi: Mário Tupinambá[4]
- Russell: Márcio Simões[4]

## Trilha Sonora
| N°  | Título                      | Cantor(a)            |
| --- | --------------------------- | -------------------- |
| 1.  | Accessory                   | Jordyn Tylor         |
| 2.  | Fashion                     | Lady Gaga            |
| 3.  | Blue Jeans                  | Jessie James         |
| 4.  | Uncontrollable              | Adrienne Bailon      |
| 5.  | Calling You                 | Kat DeLuna           |
| 6.  | Stuck with Each Otrer       | Shontelle feat. Akon |
| 7.  | Unstoppable                 | Kat DeLuna           |
| 8.  | Big Spender                 | Adrienne Bailon      |
| 9.  | Bad Girl                    | The Pussycat Dolls   |
| 10. | Again                       | Natasha Bedingfield  |
| 11. | Takes Time to Love          | Trey Songz           |
| 12. | Girls Just Want to Have Fun | Greg Laswell         |
| 13. | Don't Forget Me             | Macy Gray            |
| 14. | Shopaholic Suite            | James Newton Howard  |
| 15. | Rehab                       | Amy Winehouse        |
| 16. | Rich Girl                   | Gwen Stefani         |

## Recepção
No consenso do agregador de críticas Rotten Tomatoes diz: "Esta comédia romântica mediana subutiliza um elenco talentoso e entrega mensagens confusas sobre materialismo e consumo conspícuo." Na pontuação onde a equipe do site categoriza as opiniões da grande mídia e da mídia independente apenas como positivas ou negativas, o filme tem um índice de aprovação de 27% calculado com base em 171 comentários dos críticos. Por comparação, com as mesmas opiniões sendo calculadas usando uma média aritmética ponderada, a nota alcançada é 4,4/10.